# 腰屯乡 (集贤县)
腰屯乡，是中华人民共和国黑龙江省双鸭山市集贤县下辖的一个乡镇级行政单位。

## 行政区划
腰屯乡下辖以下地区：
昌平村、八一村、天兴村、兴久村、宏图村、腰屯村、明星村、永红村、繁荣村、联丰村、联合村、常胜村、民胜村、双山村、福兴村和万生村。